# Schloss Ollweiler

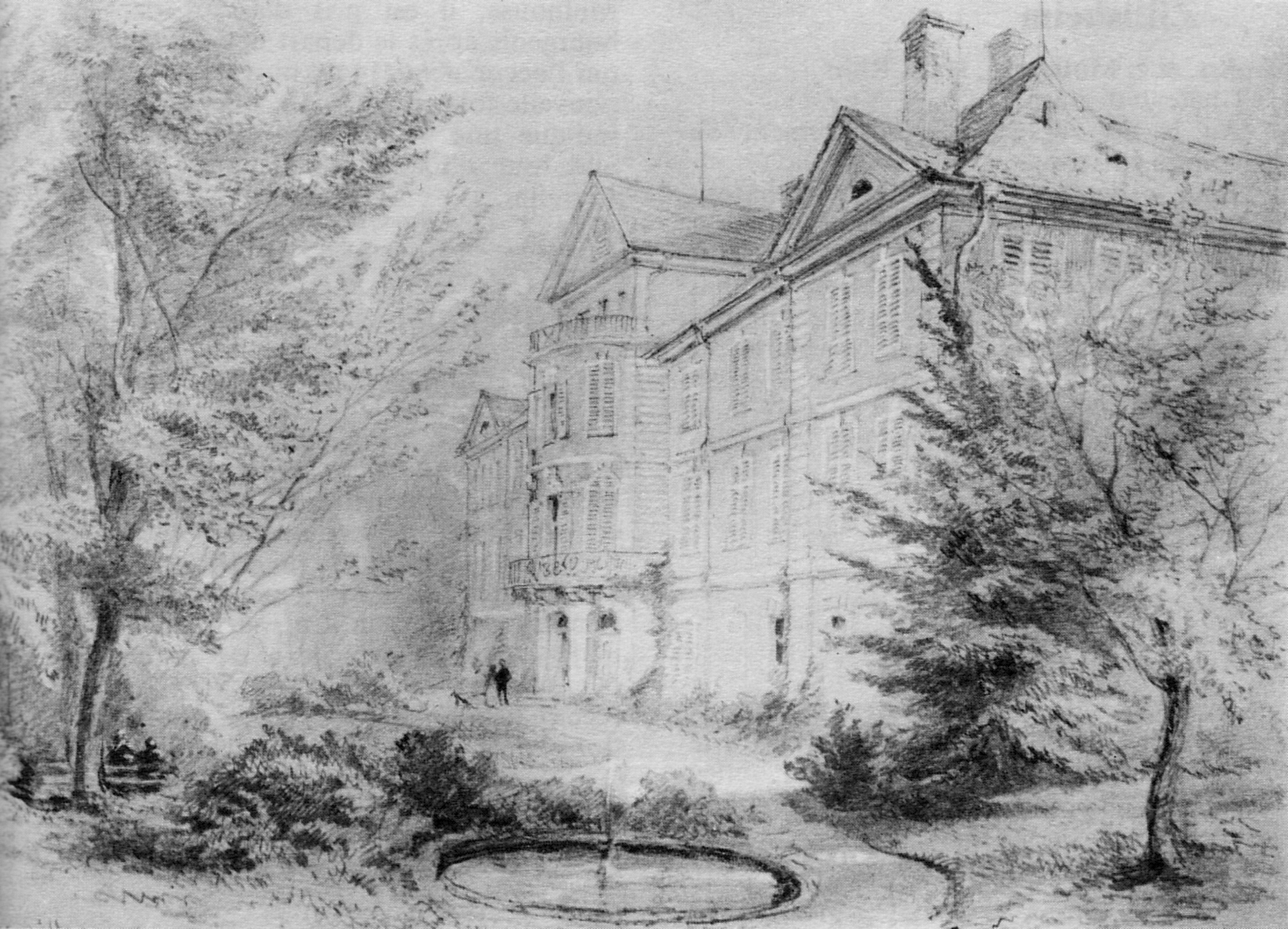
Schloss Ollweiler, Zeichnung von 1865

Das Schloss Ollweiler (französisch Château d’Ollwiller) ist ein Schloss auf dem Gebiet der heutigen Gemeinde Wuenheim (deutsch Wünheim) am Fuße des Hartmannswillerkopfs im Elsass. Es steht etwa einen Kilometer südwestlich des Ortes und gut einen Kilometer westnordwestlich des Ortskerns von Hartmannswiller (deutsch Hartmannsweiler).

## Geschichte

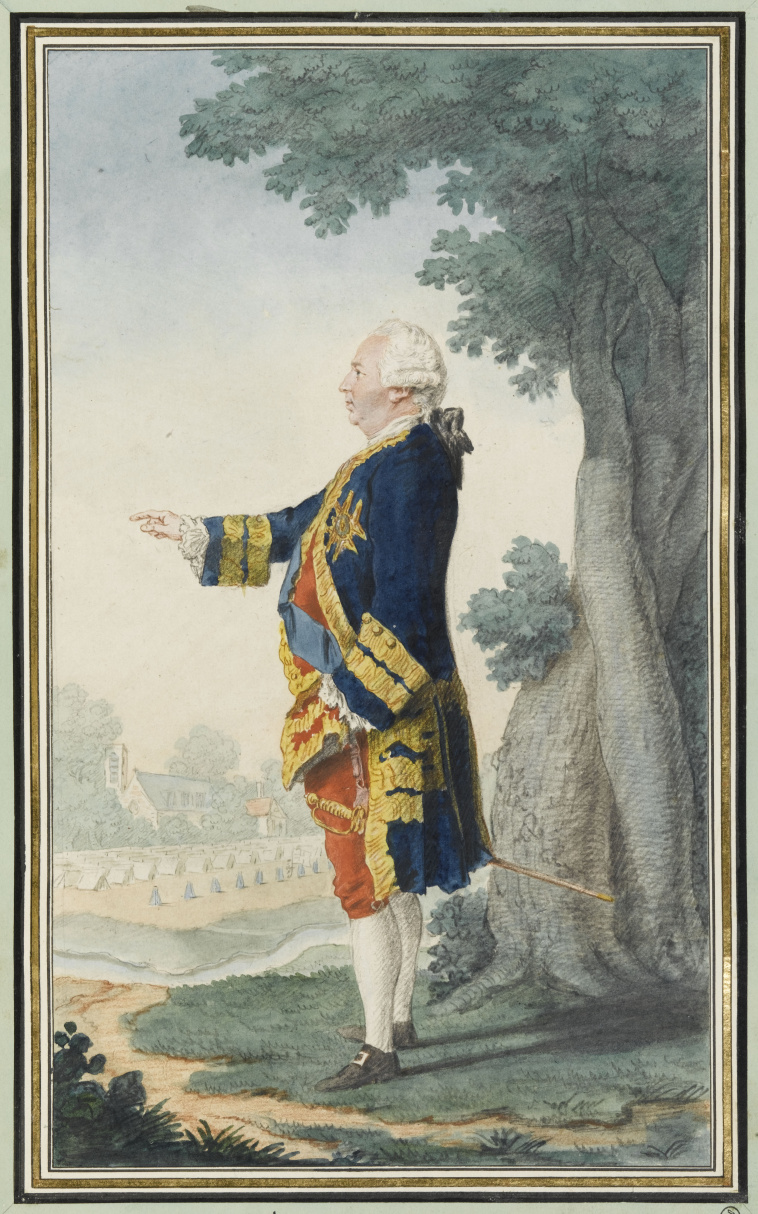
Erbauer des Schlosses: Dagobert Waldner de Freundstein

In den Anfangsjahren des 13. Jahrhunderts schenkte Friedrich II., Graf von Pfirt, das Gut Ollweiler (1249 Olwilre, 1254 Ollewilre, 1260 Olwilr, 1271 Ollewilr, 1291 Ollinwilr, 1355 Ollewilere) am Fuße der Vogesen in der Oberrheinebene den Zisterziensern des Klosters Lieu-Croissant. Diese Schenkung wurde im Jahre 1249 von Bischof Heinrich III. von Straßburg, dem Landesherrn der Grafen von Pfirt, entweder bestätigt oder sogar um ein erhebliches Stück Land zwischen Wuenheim und Hartmannswiller erweitert. Der Besitz wurde im Jahre 1260 für 1300 Livres an den Ritter Conrad Waldner aus Gebweiler veräußert, der den Kauf in seinem Namen und dem seiner Brüder Hermann, Gunther und Eberhardt tätigte. Die vier trugen den Hof im folgenden Jahr dem Bischof von Straßburg, Walter von Geroldseck, zu Lehen auf und bauten dort eine Burg, für die sich der Straßburger Bischof Heinrich IV. von Geroldseck im Jahr 1268 das Öffnungsrecht sicherte. Die Waldner lebten zumeist auf Ollweiler, obwohl sie um die gleiche Zeit die Burg Freundstein, auf der Grenze zwischen den Gebieten der Fürstabtei Murbach und des Bistums Straßburg, von beiden Lehnsherren – Murbach und Straßburg – als Lehen übertragen bekamen. Sie nannten sich erst etwa 300 Jahre später Waldner von Freundstein.
Der Besitz der Waldner mehrte sich stetig, und sie brachten im Laufe der Zeit eine Herrschaft von beachtlicher Größe im Oberelsass zusammen. Sie waren fast immer Soldaten, bis zum 17. Jahrhundert zumeist in der kaiserlichen, seit der Zugehörigkeit des Elsass zu Frankreich dann der französischen Armee. Weil sie auch Bürger verschiedener Schweizer Städte (Aarau, Basel) bzw. der Eidgenossenschaft „Zugewandter Orte“ (Mülhausen) waren, dienten sie meist in den Schweizer Regimentern Frankreichs. Der Maréchal de camp und spätere Generalleutnant Christian Frédéric Dagobert Waldner de Freundstein wurde 1748 von König Ludwig XV. in den in der Primogenitur erblichen französischen Grafenstand erhoben.
Schon 1750 ließ Graf Dagobert Waldner de Freundstein die Burg Ollwiller abreißen und an ihrer Stelle von dem Architekten und Baumeister Antoine Mathieu le Carpentier bis 1752 ein prachtvolles Schloss im Stil des Barocks erbauen. 40 Jahre später wurden die Waldner von Freundstein im Zuge der Französischen Revolution zwar aus ihrem elsässischen Besitz vertrieben und gingen ins Exil, sie wurden aber nicht enteignet.
Das Schloss und das dazugehörige Gut wurden 1825 von dem Textilindustriellen Jacques-Gabriel Gros (1782–1863) erworben, der aus dem Gut einen landwirtschaftlichen Musterbetrieb und ein modernes Weingut machte. In der Nähe ließ er eine große Ziegelei einrichten, die insbesondere Leitungsrohre für Gas- und Wasserwerke herstellte und bis nach Norddeutschland und sogar in die USA lieferte. Schließlich wurde am 14. Mai 1849 auf dem Gelände des Gutes die Landwirtschaftsschule Haut-Rhin eingerichtet.
Im Ersten Weltkrieg wurde das Schloss während der erbitterten Kämpfe um den Hartmannswillerkopf am 21. Dezember 1915 durch französischen Artilleriebeschuss und einen dadurch ausgelösten Brand bis auf Reste der Außenmauern vernichtet. 1925 wurde es zwar in alter Größe wiederaufgebaut, aber in wesentlich schlichterer Form.
In der Nacht vom 8. zum 9. Mai 2011 wurde der älteste Teil des Schlosses durch ein Feuer vernichtet.

## Beschreibung

### Architektur

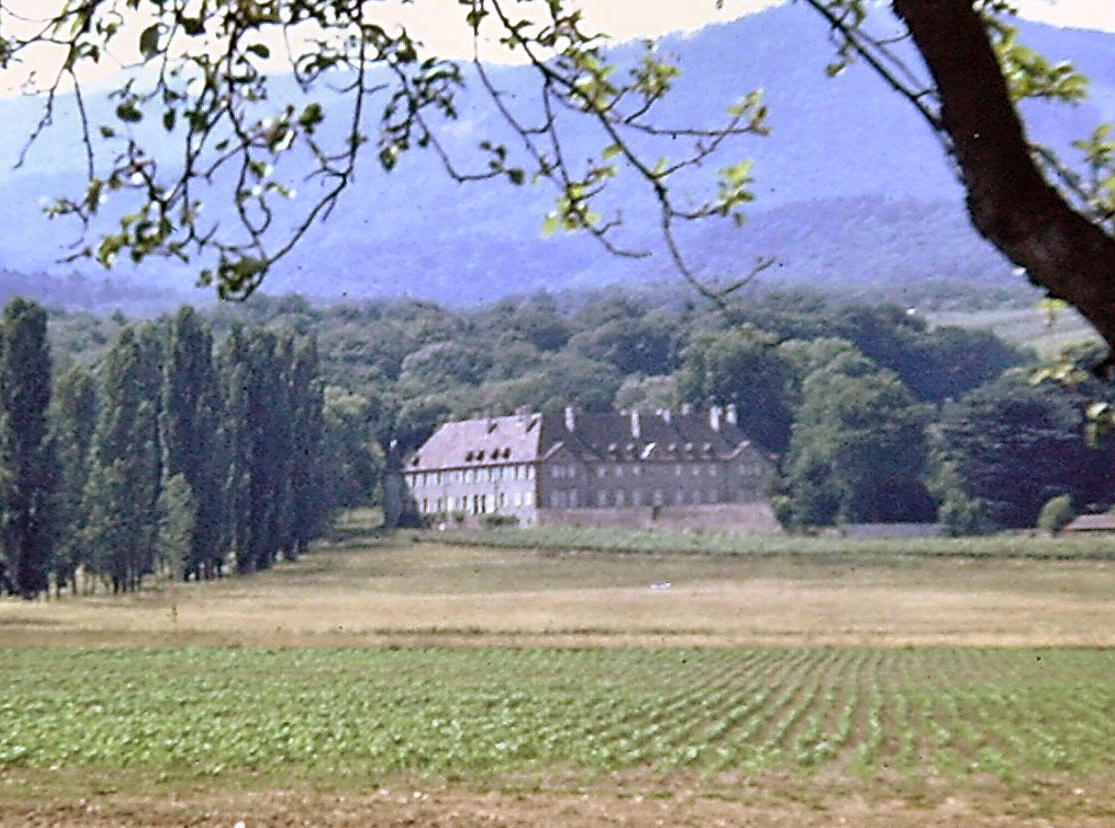
Schloss Ollweiler, Südost-Ansicht

Die befestigte Anlage der Familie Waldner war eine dreiflügelige Wasserburg, deren Trakte einen U-förmigen Grundriss besaßen. Zur Burg gehörte ein Vierecksturm mit Zugbrücke, dessen eine Ecke durch einen Rundturm markiert wurde.
Das durch Dagobert Waldner de Freundstein errichtete Barockschloss bestand aus einem dreigeschossigen Logis mit zwei rechtwinkelig ansetzenden Seitenflügeln, die einen Ehrenhof flankierten. An der gartenseitigen Ostfassade waren die drei mittleren Achsen als Mittelrisalit mit Dreiecksgiebel ausgebildet. Zur Burg gehörte zwei Gebäudegruppen, den Bauernhof auf der einen Seite und die Abhängigkeiten auf der anderen Seite.   Das Schloss stand inmitten eines Barockgartens mit Gartenteich. Der Schlossgarten war rundherum von einer Mauer eingefasst, an deren vier Ecken Rundtürme standen. Unter Jacques-Gabriel Gros wurde der Garten zu einem Park umgestaltet.
Die einstigen Abhängigkeiten der Anlage wurden nach 1925 durch den Schweizer Architekten François Wavre zu Wohnzwecken umgebaut.

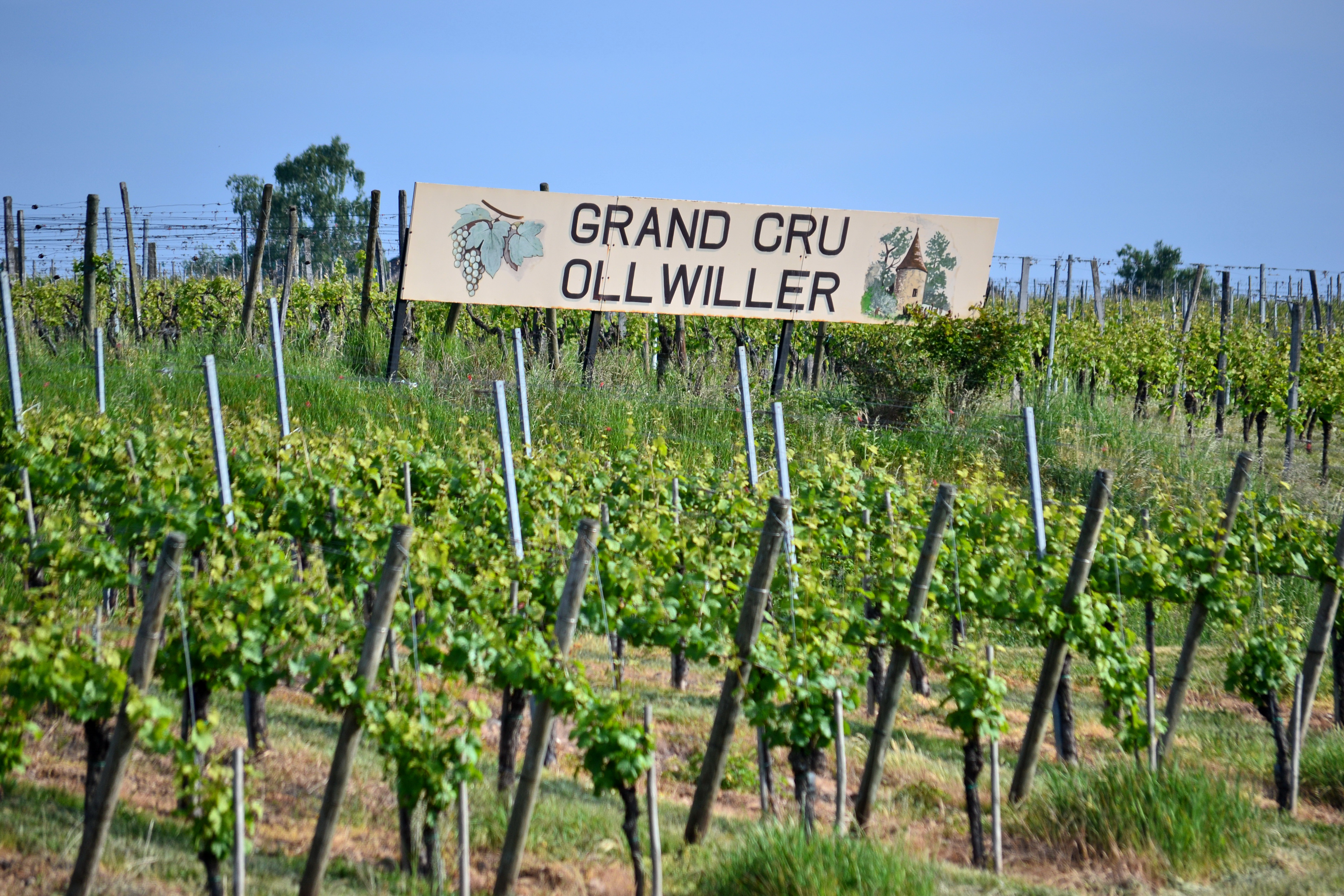
Grand cru Ollwiller

### Weingut
Heute ist das Château Ollwiller eines von nur zwei Weingütern, die im Elsass unter der Bezeichnung „Château“ Wein vermarkten.
Die Lage Ollwiller, knapp 36 Hektar Reben der Sorten Riesling und Gewürztraminer auf einer Höhe von 260 bis 320 Metern an dem Süd-Südost-Hang zwischen Schloss Ollweiler und Wuenheim, ist eine der insgesamt 51 Elsässer Einzellagen, die als Alsace Grand Cru klassifiziert sind.